# 李恪 (吴王)
李恪（619年—653年3月10日），唐太宗第三子，隋炀帝的女兒杨妃所生。同母弟蜀王李愔。

## 生平
武德三年（620年），李恪被封为“长沙郡王”，武德九年（626年）徙封“汉中郡王”。
- 贞观二年（628年）进封“蜀王”，授大都督益简绵嘉邛隆六州诸军事益州刺史（治于今四川成都），以年幼（9岁）不之官。
- 贞观五年（631年），改授都督秦成渭武四州诸军事秦州刺史（治于今甘肃天水），未之官。
- 贞观七年（633年），还授都督齐淄青莒莱密七州诸军事齐州刺史（治于今山东济南），之官。
- 贞观十年（636年），改封“吴王”，受世袭诏，授潭州都督（治于今湖南长沙），未之官，因为随后改封安州都督，与诸王一同之藩。
- 贞观十一年（637年），年初，转授都督安随温沔复五州诸军事安州刺史（治于今湖北安陆），之官。十月，因数次游猎踩庄稼、太过扰民被侍御史柳范弹劾，被免去安州都督、削减封户三百户。[註 1]

史载李恪文武双全，唐太宗称其“类己”，十分喜欢他。唐贞观十七年（643年），太子李承乾因谋反被废，魏王李泰亦被废黜，唐太宗改立仅存的嫡子晋王李治为储君，不久又担心李治“懦”，又欲改立李恪为太子，遂私下与長孫無忌提及立李恪为太子，称他“英果類我”，但被長孫無忌以李治是守成良主且储位不宜更替为由劝止作罢。李恪被罢免都督后，仍在安州任刺史，但终太宗一朝没有复任都督。
唐高宗李治即位后，永徽元年（650年），李恪拜司空（司徒），位列三公，兼梁州都督（治于今陕南地区）。不久重授都督安随温沔复五州诸军事、安州刺史。
永徽四年（653年）房遗爱、高阳公主夫妇谋反事发，房遗爱为求免死，诬告李恪也谋反。二月初三（二月六日，公历3月10日），长孙无忌以吳王涉及谋反案为名，将其绞杀于有司之别舍，年35，同年四月十五日，优赐国公之仪，葬於高阳之原。李恪临死时大呼：“如果社稷有灵，长孙无忌将遭族灭！”子四人李仁、李玮、李琨、李璄，流放岭南。唐高宗显庆五年（659年），追封为郁林郡王（亲王为正一品，嗣王、郡王为从一品），以旁支宗室李荣袭爵为郁林县侯。光宅元年（684年9月—12月），其子四人被赦免，又因李荣获罪，李恪长子李仁得以袭爵。唐中宗神龙初年（705年-706年），追赠司空，复亲王爵，备礼改葬。
李恪墓葬不详。现有墓志《大唐故李恪墓志铭并序》一方。

## 家庭

### 王妃
- 杨氏，出自弘农杨氏观王房，右卫副率、慈汾二州刺史静公杨誉之女，兄弟杨崇敬，袭爵郑国公。贞观十一年（637年）李恪改封吴王，并授安州都督之职，杨氏随丈夫到安州（今湖北安陆县）任职，一直到高宗即位。杨氏疑薨于贞观年间，葬于安州，即今湖北安陆县木梓公社王子山。其墓葬已于1979年发掘，出土有金质头饰、波斯银币15枚、绿釉陶器，铜器，铜钱（开元通宝），以及陶俑等，共二百余件。金饰包括金丝错镂的钗、钿、簪、环和镶嵌 宝石的珠花，有的色彩鲜艳夺目，类似珐琅工艺，还有错金铁剪刀。最值得称道的是两件宫扇形的金花，极为精细，用像头发细的金丝纽结成莲花，水鸟等美丽的图案，工艺水平相当高超。还出土一块青石墓志盖，盖上刻有篆文《大唐吴国妃杨氏之志》九字，而墓志盖下的墓志铭。凹凸不平无一字，怀疑遭到磨平，其棺椁也无查，仅剩棺床，考古报告怀疑其因丈夫李恪的原因而遭到抛尸。

### 子孙
- 《新唐书·列传第五》记载了李恪四子。第二子李玮，墓志称第三子。或排序有误，或有遗漏。至少有五个女儿。
- 长子，李仁（李千里），生于贞观二十年（646年）/贞观十九年（645年），薨于景龙二年[3]（708年）7月5日/神龙三年（707年），享年62岁。封“郁林郡王”→“成纪郡王”→“成王”。武则天曾言“儿，吾千里驹”。参与重俊之变，敗死。睿宗朝平反。现有墓志一方。官至岳州别驾→使持节襄、庐二州诸军事二州刺史→许、卫二州刺史→左金吾卫大将军、广益二州大都督兼五府大使、上柱国。现有墓志一方。
- 长媳，慕容真如海，表字“淑”，生于永徽二年（651年），薨于开元十三年（726年）2月26日，享年75岁。为李仁流放时所娶，北燕皇族之后。现有墓志一方。
  - 孙，李禧，生卒年不详。墓葬不详。封“天水郡王”。官至太仆少卿。
- 次子，李玮，（647年－682年逝世，年36）。追封“朗陵郡王”。现有墓志一方，墓志称第三子。
- 次媳，长乐冯氏，生卒年不详。大将军耿国公冯盎之曾孙，南越王之后。
  - 孙，李祚，生卒年不详。墓葬不详。袭爵嗣“朗陵郡王”。
  - 孙，李袨，原名李褕，生卒年不详。墓葬不详。出继蜀王愔后，袭爵“嗣蜀王”。
- 三子，李琨，生年不详，卒于长安二年（702年）。墓葬不详。赠司卫卿→“张掖郡王”→工部尚书、“吴王”。则天朝官至淄、卫、宋、郑、梁、幽六州刺史、岭南抚慰使。
  - 孙，李祎，生年不详，薨于天宝二年（743年），享年80余。生卒年不详。墓葬不详。封“嗣江王”→“信安郡王”。讨吐蕃立有战功。官至太子仆兼徐州别驾、加银青光禄大夫→德、蔡、衢等州刺史→蜀、濮等州刺史→光禄卿，迁将作大匠→瀛州刺史→左金吾卫大将军、朔方节度副大使、知节度事，兼摄御史大夫→迁礼部尚书、朔方军节度使→加开府仪同三司，兼关内支度、营田等使，兼采访处置使→兵部尚书、朔方节度大使→衢州刺史→滑、怀二州刺史→拜太子少师→迁太子太师。
  - 吕氏，李祎妃，生卒年不详。墓葬不详。
    - 曾孙，李峘，生卒年不详。墓葬不详。封“赵国公”。官至睢阳太守→武部侍郎兼御史大夫→加授“金紫光禄大夫”→户部尚书。
    - 曾孙，李峄，生卒年不详。墓葬不详。官至户部侍郎、银青光禄大夫。
    - 曾孙，李岘，生于景龙二年（708年），薨于永泰二年（766年）7月，享年58岁。封“梁国公”。宣宗年间，诏令上临烟阁。官至魏郡太守→御史大夫兼京兆尹→凤翔太守→吏部尚书、知政事→中书侍郎、同中书门下平章事→蜀州刺史→礼部尚书兼宗正卿→黄门侍郎、同中书门下平章事。现有墓志一方。
    - 李氏，嫁汴宋节度使田神功，封凉国夫人[4]
    - 李岘妻，独孤氏。

  - 孙，李襦，生卒年不详。墓葬不详。封“毕国公”。
  - 孙，李褍（duān），生卒年不详。墓葬不详。
  - 孙，李祗，生卒年不详。墓葬不详。袭爵“嗣吴王”。官至银青光禄大夫→东平太守→灵昌太守→左金吾大将军、河南都知兵马使→加兼御史中丞、陈留太守，持节充河南道节度采访使→太仆、宗正卿。
    - 曾孙，李岵，生卒年不详。墓葬不详。有罪，未袭爵。
      - 四世孙，李审，太原府功曹参军。
        - 五世孙，李某，□□司录参军。
          - 六世孙，李长文，宗正少卿。[5]
            - 七世孙，李颜，登州录事参军。
            - 七世孙，李颢。
            - 七世孙，李泳，守校书郎。
            - 七世孙，李须。
            - 七世孙，李氏，嫁韦硎。
            - 七世孙，李氏，嫁宣城县尉张戡。
            - 七世孙，李氏，嫁商州军事判官王涧。

          - 六世孙，李某。
            - 七世孙，李嗣业，淄青观察判官、检校尚书刑部郎中、兼御史中丞、赐紫金鱼袋。

    - 曾孙，李崌。
    - 曾孙，李巘，生卒年不详。墓葬不详。袭爵“嗣吴王”。官至宗正卿、检校刑部尚书。
      - 四世孙，李寅，生卒年不详。墓葬不详。袭爵“嗣吴王”。
        - 五世孙，李复。

      - 四世孙，李宙，复州刺史、“嗣吴王”。[6]
        - 五世孙，李不惑。

    - 曾孙，李玘，宗正丞→宗正少卿→殿中少监，赠工部侍郎，追赠吏部尚书。
      - 四世孙，李寘（780年-830年），正议大夫、行司農少卿、知太仓出纳、上柱国、陇西县开国子。[7]
        - 五世孙，李又雄。

      - 四世孙，李宿。

  - 孙，李袿（guī），生卒年不详。墓葬不详。
- 四子，李璄，生卒年不详。墓葬不详。封“归政郡王”。官至宗正卿→南州司马。
  - 孙，李襘，生卒年不详。墓葬不详。封“吴国公”。
- 四女，李氏，当生于贞观二十二年（648年），因李恪之故被幽禁献陵，直至永昌元年（689年）才获释出嫁后魏景穆帝八世孙元思忠，封信安县主。薨于开元四年（716年），享年六十九。现有墓志一方。
  - 外孙，元守一，生卒年不详。墓葬不详。官至永康陵丞；
  - 外孙，元瓘，生卒年不详。墓葬不详。官至河南府新安县尉。
  - 外孙，元瓌，生卒年不详。墓葬不详。官至邠王府属官。夫人新平县主。
- 五女，李华，当生于永徽元年（650年），封宣城县主，逝世于开元三年（715年），年六十六。现在墓志一方，未提及婚姻。